# История американского кино от Мартина Скорсезе
«История американского кино от Мартина Скорсезе» (англ. A Personal Journey with Martin Scorsese Through American Movies) — документальный телефильм Мартина Скорсезе, вышедший в 1995 году.

## Сюжет
Известный режиссёр Мартин Скорсезе рассказывает о фильмах классического Голливуда, оказавших на него наибольшее впечатление, повлиявших на его желание стать режиссёром и его творчество. Повествование, не сохраняя хронологической последовательности, охватывает период от становления американского кинематографа до переломных времён начала 1960-х годов, от новаторства Д. У. Гриффита 1910-х годов до классических фильмов таких мастеров эпохи расцвета Голливуда как Билли Уайлдер, Винсент Минелли, Элиа Казан. Скорсезе рассматривает развитие таких типично американских узких жанров как вестерн, мюзикл, гангстерский фильм, показывая изменения, которые претерпевали те клише и стандарты, по которым они снимались. Значительную часть фильма занимает рассказ об особенностях режиссёрской работы, о том, как режиссёры стремились преодолеть стереотипы коммерческого кино, привнося новые технические и художественные решения, а иногда и откровенно бунтуя против них. В фильме использованы элементы интервью режиссёров, в которых они рассказывают о своём творческом подходе и своём видении кино.

## В фильме задействованы
- Мартин Скорсезе — рассказчик, ведущий
- Фрэнк Капра — архивная съёмка
- Джон Кассаветис — архивная съёмка
- Фрэнсис Форд Коппола — интервью взято специально для фильма
- Брайан Де Пальма — интервью взято специально для фильма
- Клинт Иствуд — интервью взято специально для фильма
- Джон Форд — архивная съёмка
- Сэмюэл Фуллер — интервью взято специально для фильма
- Элиа Казан — архивная съёмка
- Фриц Ланг — архивная съёмка
- Джордж Лукас — интервью взято специально для фильма
- Грегори Пек — интервью взято специально для фильма
- Артур Пенн — интервью взято специально для фильма
- Николас Рэй — архивная съёмка
- Дуглас Сирк — архивная съёмка
- Кинг Видор — архивная съёмка
- Орсон Уэллс — архивная съёмка
- Билли Уайлдер — интервью взято специально для фильма

## Показанные и упомянутые фильмы
Жирным шрифтом выделены фильмы, чьи большие фрагменты показаны. Фильмы, снятые самим Скорсезе, не упоминаются.

### 1 часть
| - Злые и красивые (The bad and the beautiful), 1952. Реж. В. Минелли. В гл. роли Кирк Дуглас - Дуэль под солнцем (Duel in the sun), 1946. В гл. роли Грегори Пек. - упоминание с показом 1 кадра: - Искатели (The Searchers), 1956. В гл. роли Джон Уэйн - Девушке не удержаться (The Girl Can’t Help It), 1956 - На восток от Эдема (East of Eden), 1955 - Школьные джунгли (Blackboard Jungle), 1955 - Больше чем жизнь (Bigger Than Life), 1956 - Головокружение (Vertigo), 1958. Реж. А. Хичкок - Обнажённый поцелуй (The Naked Kiss), 1964 - Убийство по контракту (Murder by Contract), 1958 - Красный дом (The Red House), 1947 - Это случилось в Фениксе (The Phenix City Story), 1955 - Странствия Салливана, 1941 «Дилемма режиссёра» - Это великое чувство (It’s a Great Feeling), 1949 - Чемпион (Champion), 1949. В гл. роли Кирк Дуглас - Фильмы К. Видора: - Стелла Даллас (Stella Dallas), 1937 - Hallelujah!, 1929 - Хлеб наш насущный Our Daily Bread, 1934 - Толпа, (The Crowd), 1928 - Большой парад (The Big Parade), 1925 - Фильмы М. Кёртиса: - Атака легкой кавалерии (The Charge of the Light Brigade), 1936 - Касабланка, 1942 - Тень сомнения (Shadow Of A Doubt), 1943. Реж. А. Хичкок - Мистер Смит едет в Вашингтон (Mr. Smith Goes to Washington), 1939 «Режиссёр как рассказчик» - Фильмы Джона Форда: - Осведомитель (The Informer), 1935 - Гроздья гнева (The Grapes of Wrath), 1940 - Как зелена была моя долина (How Green Was My Valley), 1941 - Тихий человек (The Quiet Man), 1952 - Большое ограбление поезда (The Great Train Robbery), 1903 - Мушкетёры аллеи Пиг (Musketeers of Pig alley), 1912 - Фильмы Рауля Уолша: - Высокая Сьерра (High Sierra), 1941 - Территория Колорадо (Colorado Territory), 1939 | - Вестерны: - Фильмы Джона Форда с Джоном Уэйном: - Дилижанс (Stagecoach), 1939 - Она носила жёлтую ленту (She Wore a Yellow Ribbon), 1949 - Искатели (The Searchers), 1956. В гл. роли Джон Уэйн - Фурии (Furies), 1950 - Обнажённая шпора (The Naked Spur), 1953 - Большой страх (The Tall T), 1957 - Пистолет в левой руке The Left Handed Gun, 1958. В гл. роли Пол Ньюман - Непрощённый (Unforgiven), 1992 - Упоминания в интервью Д. Форда: - Фургонщик (Wagon Master), 1950 - Человек, который застрелил Либерти Вэланса (The Man Who Shot Liberty Valance), 1962 - Форт Апачи (Fort Apache), 1948 - Гангстерский фильм: - Враг общества (The Public Enemy), 1931 - Возрождение (Regeneration), 1915 - Лицо со шрамом (Scarface), 1932 - Ревущие двадцатые (The Roaring Twenties), 1939 - Я действую в одиночку (I Walk Alone), 1948 - Сила зла (Force of Evil), 1948 - Крёстный отец (The Godfather), 1972 - Выстрел в упор (Point Blank), 1967 - Мюзикл - Фильмы Л. Бэйкона - Золотоискатели 1935-го (Gold Diggers of 1935), 1935 - 42-я улица (42nd Street), 1933 - Footlight Parade, 1933 - Встреть меня в Сент-Луисе (Meet Me in St. Louis), 1944 - Мечтаю о тебе (My Dream Is Yours), 1949 - Театральный фургон (The Band Wagon), 1953 - Упоминания: - Увольнение в город (On the Town), 1949 - Американец в Париже (An American In Paris), 1951 - Поющие под дождём (Singin' In The Rain), 1952 - Всегда прекрасная погода (It’s Always Fair Weather), 1955 - Звезда родилась (A Star Is Born), 1954 - Весь этот джаз (All That Jazz), 1979 |

### 2 часть
| «Режиссёр как иллюзионист»: - Кинооператор (The Cameraman), 1928 - Фильмы Гриффита: - Рождение нации (The Birth of a Nation), 1915 - Смертельный марафон (Death’s Marathon), 1913 - Нетерпимость (Intolerance) 1916 - Кабирия (Cabiria), 1914 - Фильмы де Милля: - Десять заповедей (The Ten Commandments), 1923 - Самсон и Далила (Samson and Delilah), 1949 - Десять заповедей (The Ten Commandments), 1956 - Восход солнца (Sunrise: A Song of Two Humans), 1927 - Седьмое небо (Seventh Heaven), 1927 - Звуковое кино: - Анна Кристи (Anna Christie), 1930 - Её мужчина (Her man), 1930. Реж. Tay Garnett - Казённый дом (The Big House), 1930 - Лицо со шрамом (Scarface), 1932 - Враг общества (The Public Enemy), 1931 - Трехслойная плёнка: - Бог ей судья (Leave Her to Heaven), 1945 - Джонни Гитара (Johnny Guitar), 1954 | - Новый, широкий формат экрана - Плащаница (The Robe), 1953 - К востоку от рая (East of Eden), 1955 - И подбежали они (Some Came Running), 1958 - Земля фараонов (Land of the Pharaohs), 1955 - Падение Римской империи (The Fall Of The Roman Empire), 1964 - Цифровые съёмки - Хроники молодого Индианы Джонса (The Young Indiana Jones Chronicles), 1993 - Космическая одиссея 2001 года (2001: A Space Odyssey), 1968 «Режиссёр как контрабандист» - Фильмы Жака Турнёра: - Люди-кошки (Cat People), 1942 - Я гуляла с зомби (I Walked with a Zombie), 1943 - Письмо незнакомки (Letter from an Unknown Woman), 1948 - Улица греха (Scarlet Street), 1945 - Объезд (Detour), 1945 - Двойная страховка (Double Indemnity), 1944 - Волна преступлений (Crime Wave), 1954 - Надругательство (Outrage), 1950 - Без ума от оружия (Gun Crazy), 1950 - Фильмы Джона Олтона: - Грязная сделка (Raw Deal), 1948 - T-Men (T-Men), 1947 - Целуй меня насмерть (Kiss Me Deadly), 1955 |

### 3 часть
| «Режиссёр как контрабандист»: - Серебряная жила (Silver Lode), 1954 - Всё, что дозволено небесами (All That Heaven Allows), 1955 - Больше чем жизнь (Bigger Than Life), 1956 - Фильмы Самуэля Фуллера: - Сорок ружей (Forty Guns), 1957 - Кража на Южной улице (Pickup on South Street), 1953 - Шоковый коридор (Shock Corridor), 1963 - Две недели в другом городе (Two Weeks in Another Town), 1962 - Злые и красивые «Режиссёр-иконоборец»: - Сломанные побеги (Broken Blossoms), 1919 - Свадебный марш (The Wedding March), 1928 - «Я — беглый каторжник» (I Am a Fugitive from a Chain Gang), 1932 - Адское шоссе (Hell’s Highway), 1932 - Беспризорники с большой дороги (Wild Boys of the Road), 1933 - Продаются герои (Heroes for Sale), 1933 - Распутная императрица (The Scarlet Empress), 1934 - Фильмы Орсона Уэллса: - Гражданин Кейн (Citizen Kane), 1941 - Великолепные Эмберсоны (The Magnificent Ambersons), 1942 - Великий диктатор (The Great Dictator), 1940 - Фильмы Элии Казана: - Трамвай «Желание» (A Streetcar Named Desire), 1951 - В порту (On the Waterfront), 1954 | - Упоминания: - Апач (Apache), 1954 - Школьные джунгли (Blackboard Jungle), 1955 - Дикарь (The Wild One), 1953 - (Advise & Consent), 1962 - Тропы славы (Paths of Glory), 1957 - (I Want to Live!), 1958 - Луна голубая (The Moon Is Blue), 1953 - Исход (Exodus), 1960 - Человек с золотой рукой (The Man with the Golden Arm), 1955 - Сладкий запах успеха (Sweet Smell of Success), 1957 - Один, два, три (One, Two, Three), 1961 - Бонни и Клайд (Bonnie and Clyde), 1967 - Дикая банда (The Wild Bunch), 1969 - Фильмы Стенли Кубрика: - Тропы славы (Paths Of Glory), 1957 - Спартак - Лолита (Lolita), 1962 - Барри Линдон (Barry Lyndon), 1975 - Лица (Faces), 1968 - Америка, Америка (America, America), 1963 Рекомендованные Скорсезе документальные фильмы об истории кино: - 13-часовой сериал Кевина Браунлоу и Дэвида Гилла «Голливуд» (Hollywood) - 6-часовой сериал Кевина Браунлоу и Дэвида Гилла «Кино Европы: Неизвестный Голливуд» (Cinema Europe: The Other Hollywood) - Питер Богданович «Режиссёр Джон Форд» (Directed by John Ford) - Ричард Шейкил «Люди, создавшие кино» (The Men Who Made the Movies) |